# Copa Korać 1982-83
La Copa Korać 1982-83 fue la decimosegunda edición de la Copa Korać, competición creada por la FIBA para equipos europeos que no disputaran ni la Copa de Europa ni la Recopa. Participaron 42 equipos, cinco más que en la edición anterior. El ganador fue por segundo año consecutivo el equipo francés del Limoges, repitiéndose la final ante el KK Šibenik yugoslavo. El partido se disputó en el Deutschlandhalle de Berlín Oeste.

## Primera ronda
| Equipo 1         | Agr.    | Equipo 2             | Ida    | Vuelta  |
| ---------------- | ------- | -------------------- | ------ | ------- |
| Sparta Bertrange | 139–184 | Pully                | 69–82  | 70–102  |
| Keravnos         | 122–227 | Zadar                | 61–115 | 61–112  |
| Hapoel Jerusalem | 179–180 | Aris                 | 113–87 | 66–93   |
| CEPF             | 142–178 | Banco di Roma Virtus | 66–101 | 76–77   |
| Frisa Kortrijk   | 179–196 | Tours                | 91–83  | 88–113  |
| Olympiacos       | 132–162 | Elmex Leiden         | 71–70  | 61-92   |
| Iraklis          | 162–192 | Carrera Venezia      | 85–90  | 77-102  |
| Tofaş            | 181–224 | Crvena zvezda        | 80–96  | 101-128 |
| Nyon             | 4–0*    | Miñón Valladolid     | 2–0    | 2-0     |
| Orthez           | 180–92  | Amicale              | 98–50  | 82-42   |
| AEK              | 132–157 | Latte Sole Bologna   | 72–89  | 60-68   |
| Monaco           | 178–165 | OAR Ferrol           | 89–89  | 89-76   |
| Galatasaray      | 175–195 | ZTE                  | 101–87 | 74-108  |
| Bayreuth         | 156–155 | Anderlecht           | 92–77  | 64-78   |
| Efes Pilsen      | 149–156 | Nová huť Ostrava     | 83–80  | 66-76   |
| Karşıyaka        | 150–156 | Maes Pils            | 64–63  | 86-93   |

*Miñón Valladolid se retiró por problemas financieros, por lo que el Nyon recibió un marcador de 2-0 en ambos partidos.

## Segunda ronda
| Equipo 1           | Agr.    | Equipo 2             | Ida    | Vuelta |
| ------------------ | ------- | -------------------- | ------ | ------ |
| Pully              | 195–231 | Zadar                | 98–112 | 97–119 |
| Aris               | 146–175 | Banco di Roma Virtus | 86–89  | 60–86  |
| Tours              | 151–148 | Elmex Leiden         | 84–80  | 67-68  |
| Carrera Venezia    | 160–173 | Crvena zvezda        | 91–78  | 69-95  |
| Nyon               | 151–184 | Orthez               | 77–93  | 74-91  |
| Latte Sole Bologna | 135–137 | Monaco               | 73–65  | 62-72  |
| ZTE                | 164–181 | CAI Zaragoza         | 81–72  | 83-109 |
| Bayreuth           | 156–155 | Hapoel Tel Aviv      | 77–70  | 79-85  |
| Nová huť Ostrava   | 169–167 | Vevey                | 97–85  | 72-82  |
| Merkur Graz        | 165–201 | Maes Pils            | 81–92  | 84-109 |

Clasificados automáticamente para cuartos de final
- Limoges (defensor del título)
- Šibenka
- Joventut Fichet
- Binova Cucine Rieti
- Partizan
- Dynamo Moscú

## Cuartos de final
Los cuartos de final se jugaron dividiendo los 16 equipos clasificados en cuatro grupos con un sistema de todos contra todos.
|  | El primer clasificado avanza a semifinales |

|    | Equipo               | PJ | Pts | G | P | PF  | PC  | Dif. |
| -- | -------------------- | -- | --- | - | - | --- | --- | ---- |
| 1. | Limoges              | 6  | 11  | 5 | 1 | 503 | 482 | +21  |
| 2. | Banco di Roma Virtus | 6  | 10  | 4 | 2 | 519 | 472 | +47  |
| 3. | Crvena zvezda        | 6  | 9   | 3 | 3 | 528 | 509 | +19  |
| 4. | Nová huť Ostrava     | 6  | 6   | 0 | 6 | 445 | 532 | -87  |

|    | Equipo       | PJ | Pts | G | P | PF  | PC  | Dif. |
| -- | ------------ | -- | --- | - | - | --- | --- | ---- |
| 1. | Zadar        | 6  | 10  | 4 | 2 | 550 | 526 | +24  |
| 2. | CAI Zaragoza | 6  | 10  | 4 | 2 | 510 | 503 | -7   |
| 3. | Tours        | 6  | 10  | 4 | 2 | 541 | 535 | +6   |
| 4. | Maes Pils    | 6  | 6   | 0 | 6 | 480 | 517 | -37  |

|    | Equipo          | PJ | Pts | G | P | PF  | PC  | Dif. |
| -- | --------------- | -- | --- | - | - | --- | --- | ---- |
| 1. | Dynamo Moscú    | 6  | 10  | 4 | 2 | 588 | 578 | +10  |
| 2. | Monaco          | 6  | 10  | 4 | 2 | 550 | 525 | +25  |
| 3. | Partizan        | 6  | 9   | 3 | 3 | 576 | 575 | +1   |
| 4. | Joventut Fichet | 6  | 7   | 1 | 5 | 550 | 586 | -36  |

|    | Equipo              | PJ | Pts | G | P | PF  | PC  | Dif. |
| -- | ------------------- | -- | --- | - | - | --- | --- | ---- |
| 1. | Šibenka             | 6  | 11  | 5 | 1 | 560 | 518 | +42  |
| 2. | Orthez              | 6  | 11  | 5 | 1 | 540 | 499 | +41  |
| 3. | Binova Cucine Rieti | 6  | 8   | 2 | 4 | 514 | 514 | 0    |
| 4. | Bayreuth            | 6  | 6   | 0 | 6 | 437 | 520 | -83  |

## Semifinales
| Equipo 1     | Agr.    | Equipo 2 | Ida   | Vuelta |
| ------------ | ------- | -------- | ----- | ------ |
| Zadar        | 147–159 | Šibenka  | 78–70 | 69–89  |
| Dynamo Moscú | 172–178 | Limoges  | 93–86 | 79–92  |

## Final
8 de marzo, Deutschlandhalle, Berlín Oeste
| Equipo 1 | Resultado | Equipo 2 |
| -------- | --------- | -------- |
| Šibenik  | 86–94     | Limoges  |

| 8 de marzo de 1983 | Limoges                    | 94–86       | Šibenka                           | |  |
|                    | Parciales: 45-42, 49-44    |             |                                   | |  |
|                    | Estadísticas Ed Murphy, 34 | Reporte Pts | Estadísticas Živko Ljubojević, 30 | Pabellón: Deutschlandhalle, Berlín Oeste Asistencia: 7.500 espectadores Árbitros: Artenik Arabadjan (BUL), Maurizio Martolini (ITA) |  |

| Campeón de la Copa Korać 1982–83 |
| -------------------------------- |
| Limoges 2º título                |